# Mossnarv
Mossnarv (Moehringia muscosa) är en nejlikväxtart som beskrevs av Carl von Linné. Mossnarv ingår i släktet skogsnarvar, och familjen nejlikväxter. Arten förekommer tillfälligt i Sverige, men reproducerar sig inte.

## Bildgalleri

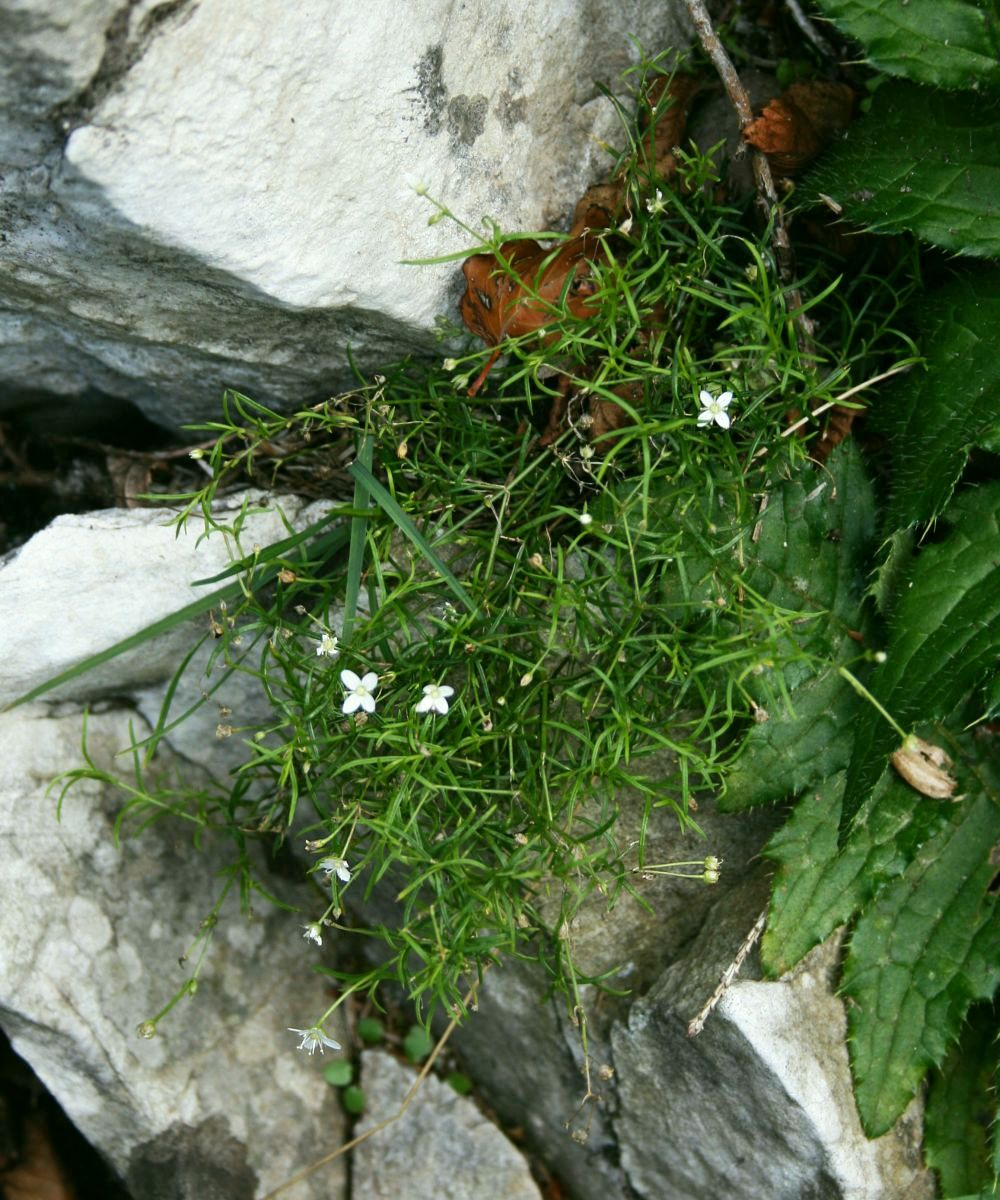
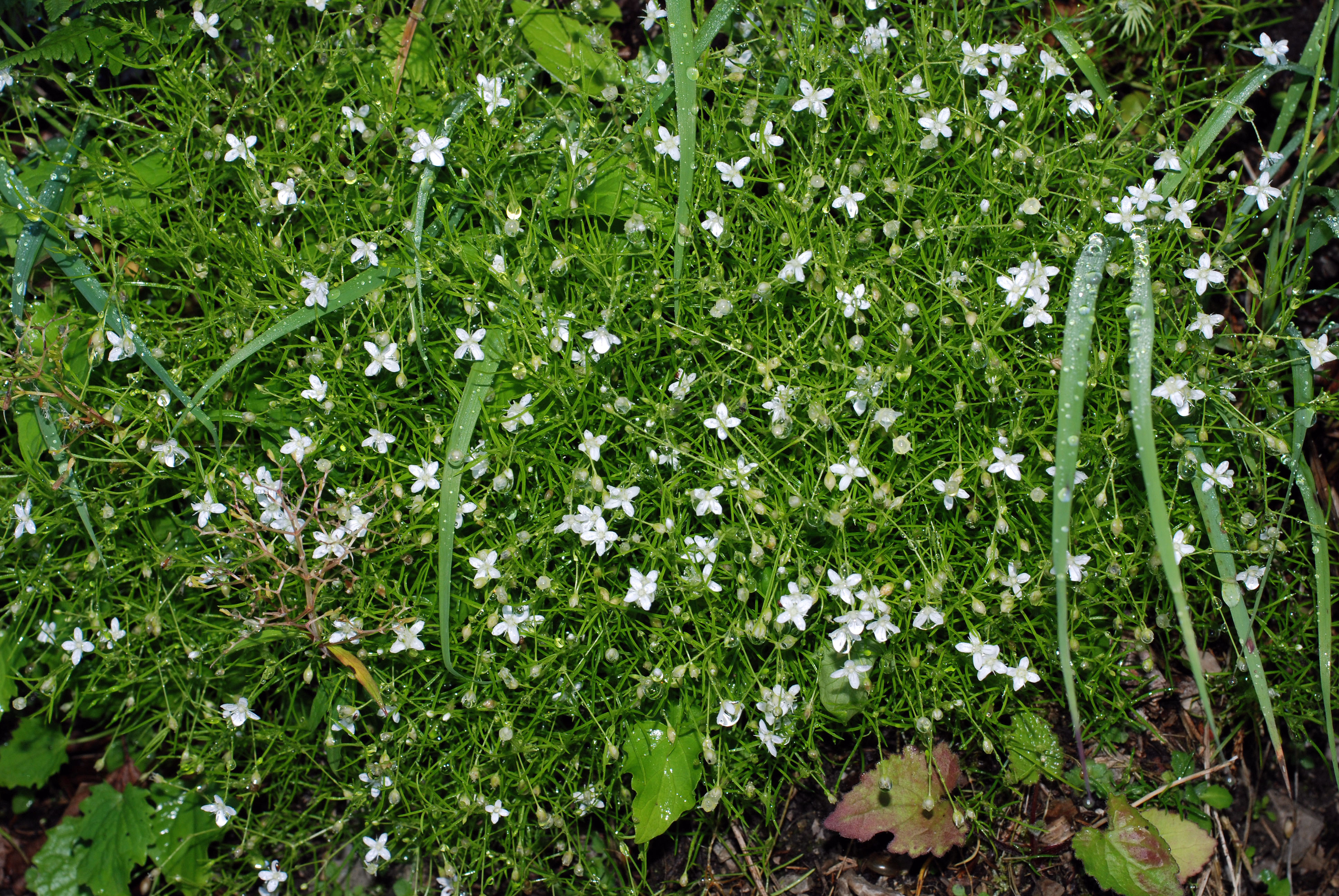
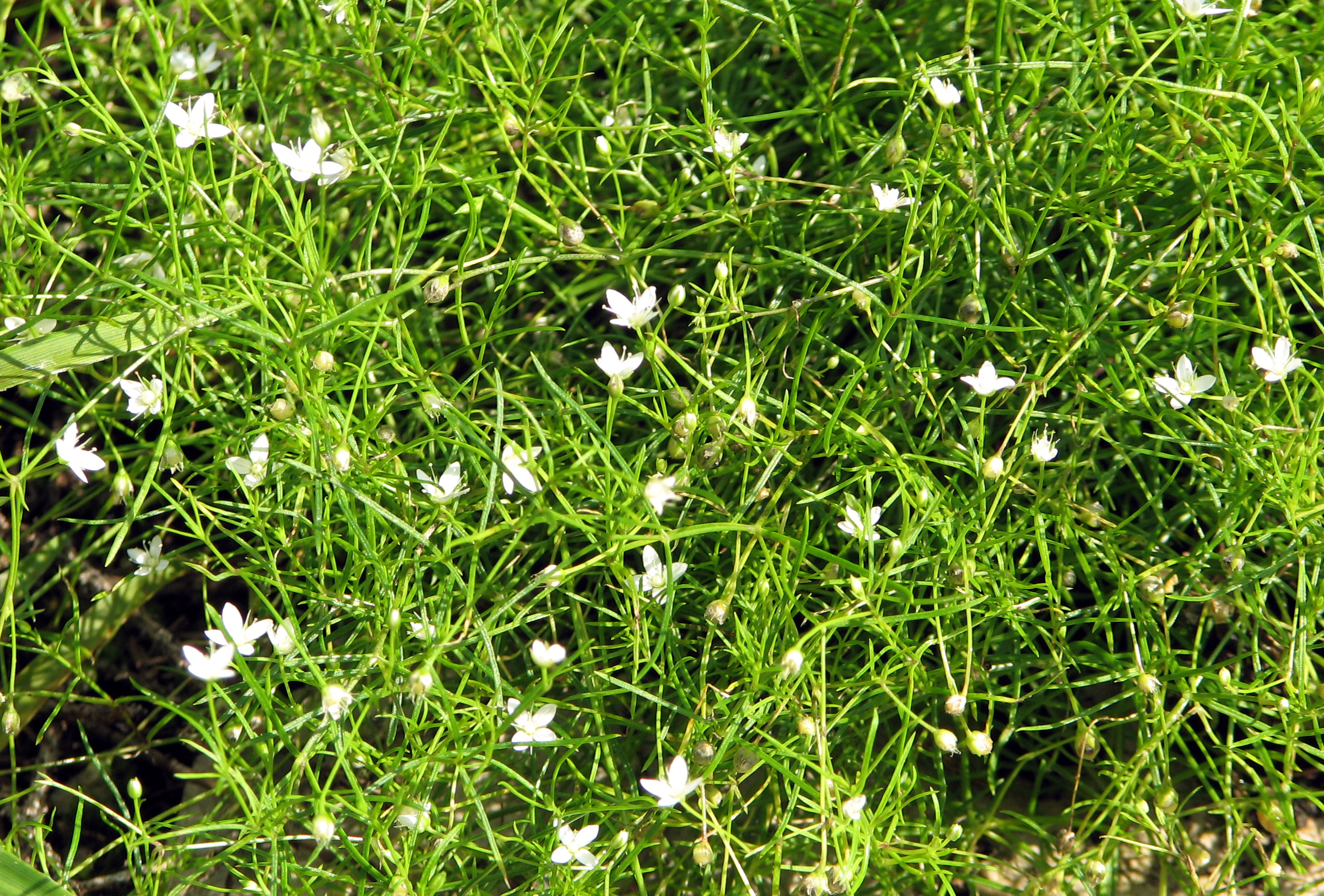
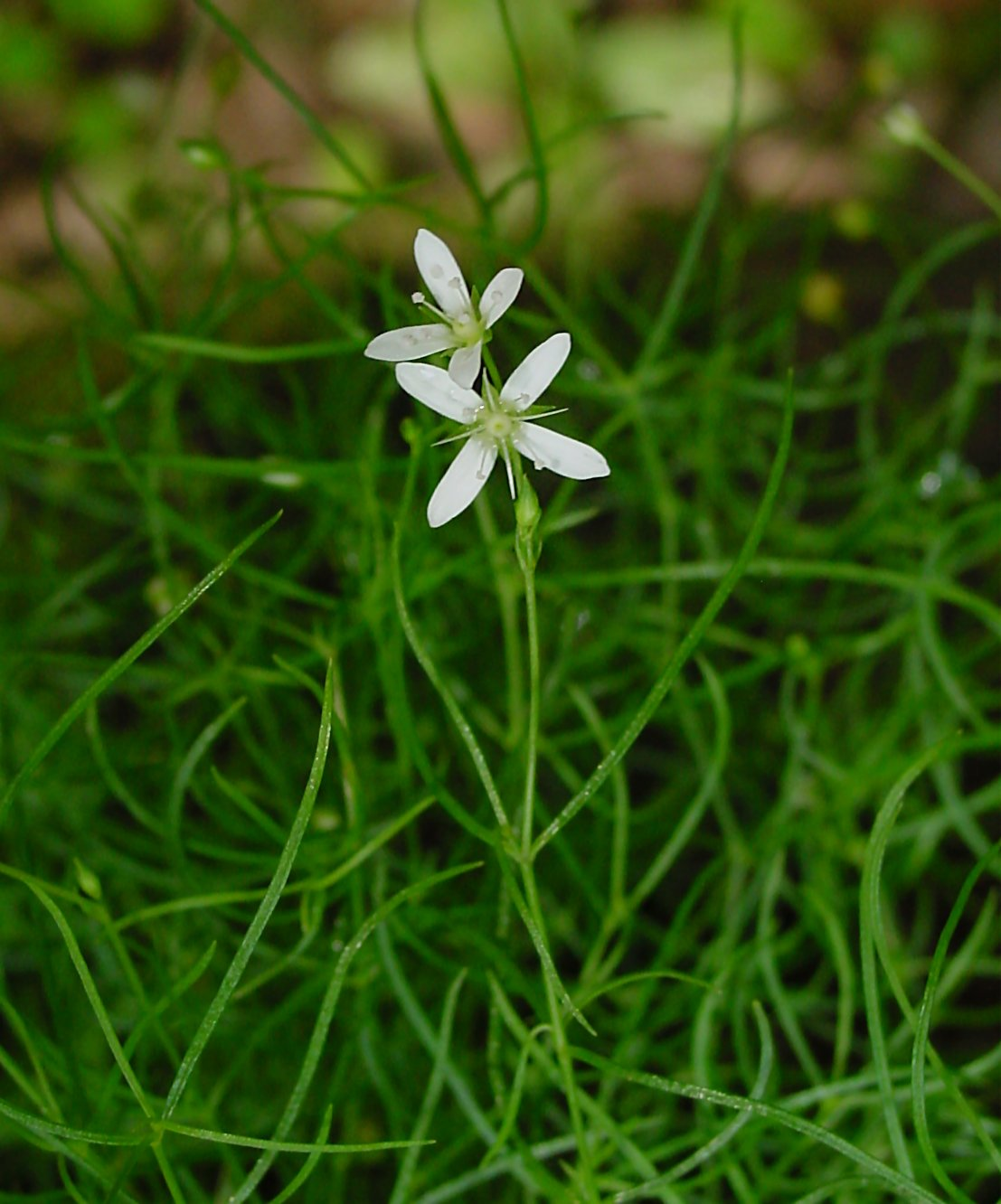
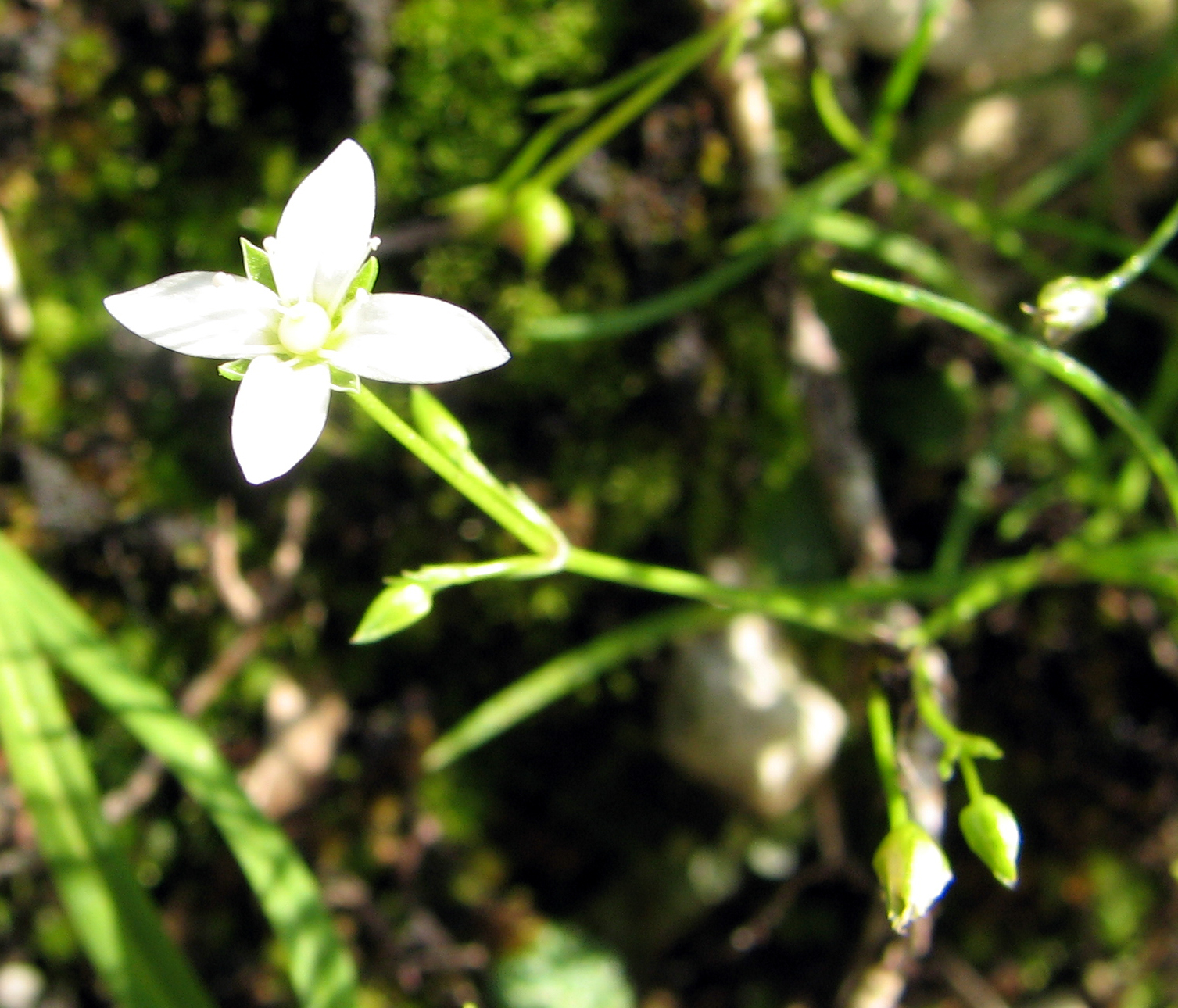
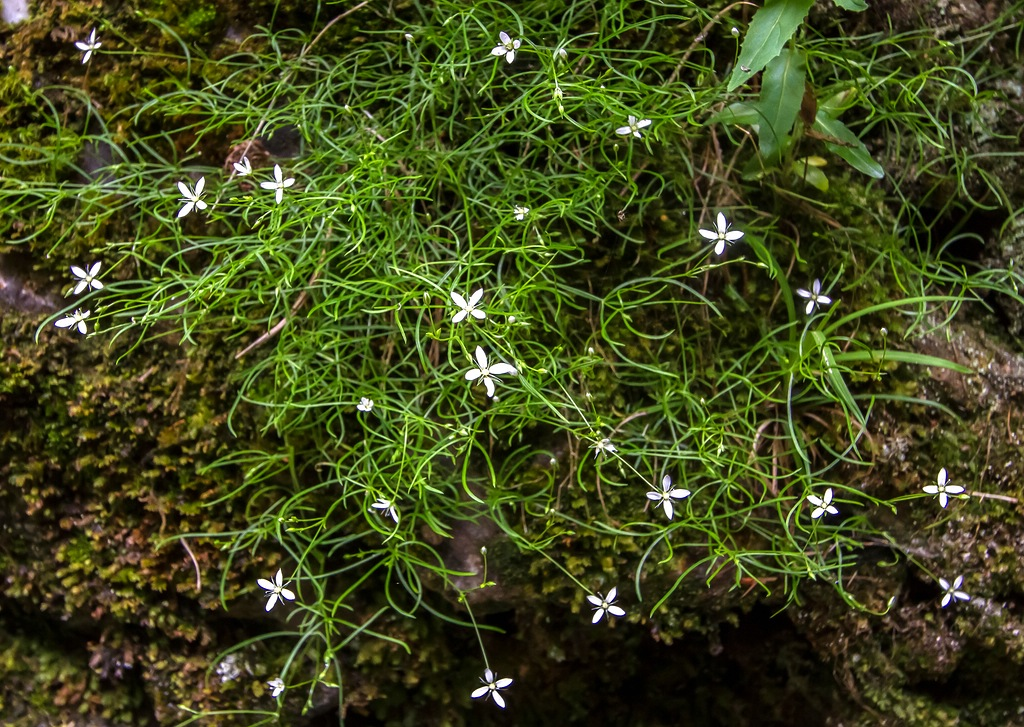